# سرجو سالواتی
سرجو سالواتی (ایتالیایی: Sergio Salvati؛ زادهٔ ۱۶ ژوئن ۱۹۳۸) فیلم‌بردار و بازیگر اهل ایتالیا است.
از فیلم‌هایی که وی در آن نقش داشته‌است، می‌توان به سکس عمیق، ماوراء، هفت نت سیاه‌رنگ، زامبی ۲، صحرای آتش، دکتر جکیل و بانوی مهربان و به من می‌گویند هیچ‌کس اشاره کرد.